# Christy Brown
Christy Brown (Crumlin, Ierland, 5 juni 1932 - 7 september 1981) was een Iers schrijver, schilder en dichter die aan ernstige hersenverlamming leed. Hij leerde beter met zijn handicap om te gaan, door te leren hoe hij met zijn linkervoet kon tekenen en schrijven. Hij is vooral bekend geworden voor zijn autobiografie My Left Foot, die in 1989 ook verfilmd en bekroond werd met een Academy Award.

## Biografie
Brown werd in Crumlin, Dublin geboren in een katholiek gezin als zoon van een metselaar. Hij was een van de 13 kinderen die wist te overleven (van de 22 kinderen die geboren werden). Hij was gehandicapt vanwege een hersenverlamming en kon jaren amper bewegen of spreken. Artsen namen aan dat hij ook verstandelijk gehandicapt was. Browns moeder bleef met hem praten, werken en hem onderwijzen. Op een dag greep Brown met zijn linkervoet een stukje krijt van zijn zuster en schreef een teken op een stuk leisteen. Toen hij vijf jaar oud was kon hij enkel zijn linkervoet laten bewegen. Zijn moeder leerde hem het alfabet aan en hij schreef iedere letter over terwijl hij krijt tussen zijn tenen vasthield. Hij leerde woorden spellen en ook lezen. Tussendoor gingen zijn broers vaak met hem spelen, onder meer door met go-cart-auto's te rijden en te gaan zwemmen. Toen Browns auto echter kapotging hielden zijn belevenissen met zijn broers op. Hij werd zich bewust van zijn handicap en trok zich terug uit het openbare leven. Voortaan werd hij een actief lezer.

## Behandeling door Dr. Robert Collis
Toen Browns moeder tijdens de bevalling van haar 21ste kind in het ziekenhuis lag ontmoette ze Katriona McGuire, die in de verpauperde binnenstad van Dublin werkte bij dokter Robert Collis. Ze vertelde Dr. Collis over het unieke verhaal van Christy en zijn moeder. Collis bezocht Brown en onderzocht hem. Hij stelde vast dat Brown hersenverlamming had en besloot dat hij het eerste behandelingscentrum in Ierland zou oprichten voor hersenverlamde mensen, en dat Brown zijn eerste patiënt zou worden. Dankzij hun voorliefde voor literatuur werden Brown en Collis levenslange vrienden. Collis kende ook veel Ierse dokters en auteurs, waaronder Cecil Day-Lewis, de vader van acteur Daniel Day-Lewis die later Christy zou vertolken in de film "My Left Foot" (1989). Collis stelde Brown voor aan deze auteurs en hielp hem ook zijn debuutroman te schrijven: "My Left Foot" (1954).
Collis vroeg Brown ook om een behandelingscentrum voor hersenverlamde mensen in London te bezoeken. Hier ontmoette Brown Collis' zuster Dr. Eirene Collis. Nadat zij Christy had onderzocht vroeg ze hem haar te beloven om op te houden zijn linkervoet te gebruiken omdat hij er de rest van zijn lichaam in een onnatuurlijke positie mee wrong. (In de filmversie is Dr. Eileen Cole een samenvoeging van Katriona McGuire, Dr. Robert Collis en Dr. Eirene Collis.)
Nadat Dr. Collis zijn nieuwe kliniek voor patiënten met hersenverlamming opende in Londen, kreeg Brown er jarenlang een speciale behandeling. Hij kreeg er ook van verschillende mensen les, onder meer in filosofie, wiskunde en taalvaardigheid.
In zijn autobiografie, "My Left Foot" (1954) beschrijft Brown zijn frustraties, passies, verliefdheden en hoe hij als lezer zich steeds minder verbonden voelde met zijn arbeidersgezin. Zijn moeder liet voor hem een studio in huis bouwen waar hij ongestoord kon werken, ver weg van zijn familieleden. Naast lezen en schrijven leerde Brown ook schilderen. Vijf jaar lang maakte hij wekelijks één schilderij. Ook werkte hij lange tijd voor de Disabled Artists Association. Hij huwde op 5 oktober 1973 met zijn verpleegster Mary Carr, die volgens één bron lesbisch, prostituee en alcoholiste zou zijn.

## Dood
Op 49-jarige leeftijd, in 1981, verslikte Brown zich terwijl hij lamsbout en aardappelen at. Tijdens de autopsie beweerde men dat er littekens op zijn lichaam waren gevonden, ook was hij vlak voor zijn dood nog fysiek mishandeld.

## Literaire werken
Zijn autobiografie "My Left Foot" en het vervolg "Down All The Days" werden internationale bestsellers en in 14 talen vertaald. Er zouden nog vele boeken volgen.

## Verfilming
In 1989 regisseerde Jim Sheridan de film My Left Foot (1989). Daniel Day-Lewis speelde Brown en kreeg er net als Brenda Fricker, die Browns moeder speelde, een Oscar voor. De film zelf kreeg vijf Oscarnominaties, waaronder voor "Beste Film".
De Ierse rockgroep The Pogues schreven het lied "Down All The Days" over Christy Brown. Het is de zevende track op hun plaat "Peace & Love" (1989).